# Paraphylax mirax
Paraphylax mirax là một loài tò vò trong họ Ichneumonidae.